# Plenckia populnea
Plenckia populnea es una especie de planta con flores perteneciente a la familia Celastraceae. Es propia de América del Sur en zonas tropicales ecuatoriales en Bolivia, Paraguay y Brasil.
Es un árbol caducifolio muy ramificado con una copa abierta y globosa; puede crecer hasta 6 a 10 metros de altura. El tronco corto puede tener 30 a 50 cm de diámetro. El árbol se tala en la naturaleza para el uso local de su madera.

## Taxonomía
Esta especie fue descrita por Siegfried Reissek y publicada en Flora Brasiliensis 11(1): 29. 1861.